# Stizocera lissonota
Stizocera lissonota är en skalbaggsart som först beskrevs av Bates 1870. Stizocera lissonota ingår i släktet Stizocera och familjen långhorningar.
Artens utbredningsområde är Panama. Inga underarter finns listade i Catalogue of Life.